# Assault Attack
Assault Attack — третий студийный альбом рок-группы Michael Schenker Group, выпущенный в 1982 году на лейбле Chrysalis Records.

## История создания
Прежде чем группа приступила к работе над новым студийным альбомом 1982 года, вокалист Гэри Барден был уволен. Руководство группы стремилось продвинуть карьеру Michael Schenker Group путем введения именитого вокалиста, чтобы быстро окупить огромные затраты на запись предыдущего альбома MSG.
«Я до сих пор не понимаю, как это произошло», — вспоминает Майкл Шенкер. «Это были другие люди, пытавшиеся „улучшить“ Michael Schenker Group. Кози Пауэлл и Питер Менш оба хотели лучшего певца. Питер хотел Дэвида Ковердейла, я хотел Грэма Боннета. Но если они могут предложить что-то лучшее, то почему бы не послушать? Иногда ты выигрываешь, иногда проигрываешь».
Шенкер также тщетно пытался привлечь вокалиста Grand Prix Робина Макоули, но получил отказ. На его место пришел бывший вокалист Rainbow Грэм Боннэт, чтобы присоединиться к группе для записи спродюсированного Мартином Бёрчем альбома Assault Attack. Пол Рэймонд также ушел, чтобы заняться своим сольным проектом Ruffians с бывшим вокалистом Angel Фрэнком ДиМино и басистом Cheap Trick Джоном Брандтом. Барабанщик Кози Пауэлл, в свою очередь, присоединился к Whitesnake.
В разгар репетиций для Assault Attack Шенкер получил звонок от Оззи Осборна с просьбой о его услугах после трагической смерти гитариста его группы Рэнди Роадса в марте 1982 года, но это предложение оказалось невыполнимым.
Тем не менее, Шенкер сформировал новый состав с бывшим барабанщиком Рори Галлахера и Sensational Alex Harvey Band Тедом МакКенной. Для записи был задействован клавишник Томми Эйр, но Michael Schenker Group приняли в гастрольную группу бывшего участника группы Шины Истон Энди Ная. Весь процесс записи альбома занял два с половиной месяца, без учёта времени на микширование.

## Об альбоме
Группа в обновлённом составе отправилась в Château d'Hérouville во Франции, чтобы записать свой третий студийный альбом. Запись вокальных партий и сведение проводились на студии Musicland в Мюнхене. В качестве продюсера был приглашён Мартин Бёрч, зарекомендовавший себя работой с ведущими хард-рок группами. Майкл хотел, чтобы Мартин был продюсером его первого сольного альбома еще в 1980-м году, поскольку ему понравился звук барабанов в альбоме Rainbow «Long Live Rock ’n’ Roll». Хотя студия была забронирована и все было готово, физическое/психическое состояние гитариста в конце концов подвело его, и Бёрч, имея срочные обязательства, не мог ждать.
Не желая слишком долго задерживаться в студии, группа заранее написала тексты и мелодии. Грэм Боннэт написал всю лирику для альбома.  По мнению журнала Classic Rock, Боннэт доказал, что он отличный певец, и они с Шенкером блестяще поработали вместе, особенно над эпическим треком «Desert Song», вдохновленным Led Zeppelin.  Гитарист усилил драматический эффект заглавного трека и «Desert Song», наложив лирические, классически вдохновленные соло на агрессивный материал. Он также сочинил и записал гитарную инструментальную композицию «Ulcer».
Обозреватель портала Defenders of the Faith особо выделяет титульный трек альбома Assault Attack: «В этом треке нет „шреддинга“ как такового. Просто гигантский рифф и нежная, завораживающая интерлюдия. Для большинства метал-гитаристов 1980-х отсутствие полноценного соло было бы смертным приговором. Для Майкла Шенкера это был просто очередной рабочий день. На вершине может быть одиноко, но к нему и Боннэту присоединилась бывшая ритм-секция Sensational Alex Harvey Band Крис Глен (бас) и Тед Маккенна (ударные). Эта громовая ритм-секция завершила то, что было действительно лучшим воплощением MSG».

## Релиз и критика
Альбом вышел в октябре 1982 года и поднялся до 19-й позиции в UK Albums Chart, в котором провёл 5 недель. Лид-синглом перед альбомом в августе 1982 года была выпущена песня «Dancer», которая поднялась до 52-й позиции в UK Singles Chart. Журнал Kerrang! подверг сингл жёсткой критике, написав, что Шенкер и Боннэт могут быть невероятно талантливы в своих ролях гитариста и вокалиста, но совершенно неспособны писать песни. «На самом деле, когда дело доходит до мелодий и текстов, как и в случае с предметом их совместного соавторства, эти ребята работают двумя левыми ногами. Это полная катастрофа и последняя глава в истории MSG, насколько я понимаю», — считает обозреватель журнала.
Как пишет Марк Крэмптон, шеф-редактор журнала Riff Raff, в аннотации к альбому ARMED & READY — The Best Of The Michael Schenker Group: «Получившийся в результате альбом Assault Attack представлял собой взрывную смесь коммерчески жизнеспособного метала с резким хард-роковым звуком. От энергичного заглавного трека до откровенно попсового "Dancer" MSG, казалось, были готовы к большому успеху. Боннэт внёс особый вклад в песни, и его влияние сделало гораздо более блюзово-ориентированное звучание, примером чего служат такие треки, как "Rock You To The Ground" и "Searching For A Reason"».
Смешанную рецензию написал музыкальный критик журнала Kerrang! Стив Гетт. Он считает, что общий выбор материала альбома чрезвычайно хорош, и Майкл Шенкер «бьёт наповал несколькими впечатляющими лид-брейками». Барабанщик Тед Маккенна достойно заменил Кози Пауэлла и обеспечивает надежную основу для работы с басистом Крисом Гленом. Журналист хвалит Мартина Бёрча за его работу продюсера, однако отмечает, что у Грэма Боннэта есть тенденция кричать, а не петь в определенных мелодиях, и это портит всё дело.

## Увольнение Боннэта и возвращение Бардена
Сотрудничество Боннэта с MSG не продлилось долго. Группа должна была выступить в качестве хедлайнеров на рок-фестивале в Рединге 29 августа 1982 года. Накануне команда дала концерт в Шеффилдском политехническом институте. Проблемы начались, как только группа начала играть первый номер. Когда фанаты напирали на сцену, Боннэт с ужасом заметил, как его листы с текстами песен, прикрепленные к мониторам, были смяты и порваны. В довершение неприятностей молния на брюках пьяного Боннэта лопнула, а поскольку певец трусов не носил, то публика увидела его гениталии. «Я выставил себя полным дураком, слишком много веселился днём, а затем поспорил с Майклом и не помню многого из того, что произошло», — признается Боннэт.
«Был ли концерт в Шеффилде постыдным опытом?» — размышляет Майкл Шенкер. «Нет, мы закончили сет инструментально, и всё прошло хорошо. Это правда, что мы использовали ритм-гитариста, но это потому, что Энди Най [клавишник] не играл на гитаре. Репортёр выдумал, что я не мог играть свои партии».
Боннэт вернулся в отель, где располагалась группа, и на следующее утро тихо уехал на поезде в Лондон, где его менеджер сообщил ему, что его уволили.
Крис Глен и Тед Маккенна срочно приехали в дом Гэри Бардена в Хэмпстеде, чтобы убедить его вернуться в группу. Несмотря на то, что Барден сформировал свою собственную команду Statetrooper, он согласился выступить с MSG в Рединге всего после шести часов репетиций. Барден выступил с MSG ещё на двух фестивалях в Германии, после чего вокалист был снова принят на постоянную основу.

## Список композиций
| №  | Название                 | Автор(ы)                                             | Длительность |
| -- | ------------------------ | ---------------------------------------------------- | ------------ |
| 1. | «Assault Attack»         | Михаэль Шенкер, Грэм Боннэт, Крис Глен, Тэд Маккенна | 4:16         |
| 2. | «Rock You to the Ground» | Шенкер, Боннэт                                       | 5:48         |
| 3. | «Dancer»                 | Шенкер, Боннэт                                       | 4:41         |
| 4. | «Samurai»                | Шенкер, Боннэт, Глен                                 | 5:16         |
| 5. | «Desert Song»            | Шенкер, Боннэт                                       | 5:51         |
| 6. | «Broken Promises»        | Шенкер, Боннэт, Глен                                 | 6:21         |
| 7. | «Searching for a Reason» | Шенкер, Боннэт                                       | 3:46         |
| 8. | «Ulcer»                  | Шенкер                                               | 3:53         |

## Участники записи
- Грэм Боннэт — вокал
- Михаэль Шенкер — гитара
- Крис Глен[англ.] — бас-гитара
- Тэд Маккенна[англ.] — ударные
- Томми Эйр — клавишные

## Позиции в чартах
| Страна         | Место |
| -------------- | ----- |
| Великобритания | 19    |
| США            | 151   |
| Швеция         | 34    |